# Torre de Sant Cristau
El Castell de Sant Cristau, o de Mont Esquiu, o Torre de Sant Cristau, és un castell medieval en ruïnes, situat en el límit dels termes comunals de Montesquiu d'Albera, a la comarca del Rosselló, i de l'Albera, a la del Vallespir, tots dos de la Catalunya del Nord.
Està situat en el cim del Puig de Sant Cristau, a l'extrem sud-est del terme comunal on es troba, al límit amb el de l'Albera.

## Història
En un conveni del 1075 entre els comtes Guislabert II de Rosselló i Ponç I d'Empúries - Peralada, que eren cosins, sobre les jurisdiccions respectives, s'esmenta el castrum Sancti Christofori, esment que es repeteix el 1085 en un altre document similar. Al segle xiv el castell s'havia reduït a una simple torre de guaita, i es comença a esmentar com a Torre de Sant Cristau, o Torre de Sant Cristau d'Albera.

## L'edificació
A l'extrem nord del petit pla on es dreçaven la capella de Sant Cristau d'Albera i el castell de Sant Cristau, es conserven les restes de la torre del castell. Era una torre cilíndrica de 6,5 m de diàmetre exterior, i uns murs d'un gruix entre 1,2 i 1,4 m. El soterrani era dedicat a cisterna, cosa que fa que soterrat es conservi un bon tros de la torre i, en canvi, no a l'exterior. Ja devia formar part del castell del segle xi, del qual amb prou feines en queda res.